# Portugisiska viner
Portugisiska viner. Portugal brukar ligga på ungefär tionde plats i världen när det gäller vinproduktion. Det produceras alla typer av vin, alltifrån lätta vinho verde till starkviner som portvin och madeira. När Portugal gick med i EG 1986 ändrades inriktningen på vinerna från tanninrika viner utan frukt till mer fruktiga.
Vinets kork kommer oftast från Portugal. I detta avseende är Portugal nr 1 i vinvärlden. Det finns cirka 670 000 hektar korkek i Portugal vilket är cirka 30 procent av hela världens totala areal.  Portugals export av vinkorkar omsätter cirka 500 miljoner euro årligen, en marknad som till viss del är hotad av den allt livligare diskussionen bland vintillverkare om att börja ersätta korken med skruvkapsyl.

## Vinlagar
Portugal har ett liknande system som Frankrike och Italien när det gäller att klassa vinerna. Följande klasser finns: 
- DOP, Denominação de Origem Protegida, motsvarar ungefär Frankrikes AOC. Här ställs krav på odlingsområde, alkoholhalt, skördeuttag och druvsorter. Det finns 25 DOP-områden.

- IGP, Indicação Geográfica Protegida, motsvarar ungefär det italienska IGT (se italienska viner).

- VQPRD, Vinho de Qualidade produzido em Região Determinada, begrepp som omfattar alla DOP- och IGP-viner.

- Vinhos Regionais (ungefär lantvin), den näst lägsta klassen.

- Vinhos de mesa (bordsvin), den lägsta klassen.

## Vinområden
Utvalda regioner (Região Demarcada) är skyddade genom lagar som reglerar hela processen från början till slut. För att få märka sitt vin med Região Demarcada kontrolleras producenterna av regionala vinkommissioner.
De utvalda områdena är 
- Região Demarcada do Douro
- Vinhos Verdes
- Região Demarcada do Dão
- Região Demarcada de Colares
- Região Demarcada de Bucelas
- Moscatel de Setúbal
- Região Demarcada de Carcavelos

Portugal har dessutom följande områden som producerar vin.
- Minho
- Trás-os-Montes
- Estremadura
- Alentejo
- Setúbal
- Beiras
- Ribatejo
- Tarras do Sado
- Algarve

## Druvsorter
Portugisiska viner utnyttjar ett flertal olika druvsorter, av vilka flera endast odlas i Portugal.
I vitvin används sorter som Arinto, Antao Vaz, Assário, Avesso, Boal, Cercial, Encruzado, Fernão Pires, Galego, Malvasia Fina, Moscatel de Setúbal, Rabo de Ovelha, Roupeiro, Talia, Tamarez d'Algarve, Verdelho, Viosinho och Vital. Men även internationella druvor som Chardonnay, Pinot Blanc, Riesling och Sauvignon Blanc har börjat vinna mark.
Rödvinen framställs också mest av lokala sorter, där några av de mest använda är Alfrocheiro Preto, Alicante Bouschet, Baga, Bastardo, Carignan, Graciano (Tinta Miúda), Moreto, Mourisco Tinto, Negra Mole, Periquita, Ramisco, Tinta Amarela, Tinta Barroca, Touriga Nacional, Tinta Roriz (Tempranillo) och Tourriga Francesa. Som i flera andra vinländer är internationella sorter som Cabernet Franc, Cabernet Sauvignon, Merlot, Pinot Noir och Syrah/Shiraz även på frammarsch i Portugal.